# Om Jong-ran
Om Jong-ran (10 de outubro de 1985) é uma futebolista norte-coreana que atua como defensora.

## Carreira
Om Jong-ran integrou o elenco da Seleção Norte-Coreana de Futebol Feminino, nas Olimpíadas de 2008. 